# اریکا (بازیکن فوتبال)
اریکا (پرتغالی: Érika؛ زادهٔ ۴ فوریهٔ ۱۹۸۸) بازیکن فوتبال زن اهل برزیل است.
از باشگاه‌هایی که در آن بازی کرده‌است می‌توان به باشگاه فوتبال زنان سانتوس، باشگاه فوتبال سانتوس، باشگاه فوتبال پاری سن-ژرمن، گلد پراید، و باشگاه فوتبال زنان پاری سن ژرمن اشاره کرد.
وی در مسابقات بین‌المللی در مجموع برندهٔ ۱ مدال طلا، ۱ مدال نقره شده‌است.